# Церковь Фредерика
Церковь Фредерика, также известная как Мраморная церковь (дат. Marmorkirken) — лютеранская церковь, одна из достопримечательностей Копенгагена.

## История
Проект здания был создан архитектором Николаем Эйтведом в 1740 году. Местоположением новой церкви был выбран район Копенгагена Фредериксштаден.
Первый камень в фундамент был заложен королём Фредериком V 31 октября 1749 года, однако строительство замедлилось в результате сокращения бюджетных ассигнований и смерти Эйтведа в 1754 году. В 1770 году первоначальный проект церкви был отвергнут Иоганном Фридрихом Струэнзе. Церковь оставалась недостроенной почти 150 лет.
Проект, по которому построено здание, существующее в настоящее время, был создан Фердинандом Мелдалом, строительство финансировалось датским банкиром Карлом Фредериком Тьетгеном. Церковь была открыта 19 августа 1894 года.

## Описание
Здание имеет самый большой в регионе купол (его окружность составляет 31 метр), который опирается на двенадцать колонн.